# Майкеев, Багдат Абдыкадырович
Багдат Абдыкадырович Майкеев (каз. Бағдат Әбдіқадырұлы Майкеев; род. 5 июня 1953) — представитель высшего командования Вооружённых сил Республики Казахстан, генерал-майор (2005), заместитель министра обороны Республики Казахстан (2011—2014).

## Биография
Родился в 1953 году в Алма-Атинской области.
В 1971—1973 годах проходил действительную военную службу.
По окончании службы работал в совхозе: водителем, позже заведующим клубом.
В 1982 году окончил экономический факультет Казахского сельскохозяйственного института с получением специальности экономист-организатор, но к этому времени уже начал службу в милиции.
В 1982—1992 годах работал в ОБХСС Фрунзенского района Алма-Аты, где прошёл путь от инспектора до начальника райотдела.
В 1992 году заочно окончил Карагандинскую высшую школу Министерства внутренних дел Республики Казахстан с получением специальности юрист.
В 1992-1997 годах возглавлял отделы УБЭП в Алматинских райотделах.
В 1998-2000 годах — начальник 9-го управления Главное управление внутренних дел г. Алматы.
В 2000-2004 годах работает в МВД на транспорте: заместитель начальника Восточного управления внутренних дел на транспорте, заместитель начальника Линейного управления внутренних дел на ст. Алматы, первый заместитель начальника Юго-Восточного Управления внутренних дел на транспорте.
С июля 2004 по август 2006 года — заместитель командующего Внутренними войсками Министерства внутренних дел Республики Казахстан.
Далее до 2009 — является начальником департамента внутренних дел Алматинской области.
В июле-сентябре 2009 года — советник Министра внутренних дел Республики Казахстан.
В сентябре 2009 года переводится в структуру Министерства обороны Республики Казахстан на должность начальника главного управления материально-технического обеспечения Министерства обороны Республики Казахстан.
В сентябре 2011 года распоряжением Президента Республики Казахстан назначен заместителем Министра обороны Республики Казахстан.
14 декабря 2013 года за образцовое исполнение воинского и служебного долга, мужество и самоотверженность, проявленные при обеспечении законности и правопорядка, укреплении национальной безопасности страны награждён орденом «Данк» II степени.
11 февраля 2014 года задержан КНБ Республики Казахстан в Астане во дворе своего дома по подозрению в получении взятки в размере 2 000 000 долларов США.
27 июня 2014 года в Специализированном межрайонном военном суде по уголовным делам под председательством судьи А. М. Кайырова провозглашён приговор по уголовному делу в отношении экс-заместителя министра обороны Майкеева Багдата Абдыкадыровича.
Приговором суда Майкеев признан виновным и окончательно назначено наказание в виде шести лет лишения свободы с конфискацией, имущества лично принадлежащего ему или являющейся долей в общей совместной собственности с отбыванием наказания в исправительной колонии строгого режима.
4 февраля 2015 года постановлением апелляционной судебной коллегии по уголовным делам Восточно-Казахстанского областного суда удовлетворено его ходатайство об освобождении от наказания в связи с болезнью (онкологическое заболевание).